# 遠藤慎吾
遠藤 慎吾（えんどう　しんご、1906年12月23日‐1996年7月18日）は、日本の演劇評論家、編集者、翻訳家。日本演劇学会元会長、ITI国際演劇協会日本センター元理事。

## 来歴
大阪船場生まれ。1927年、姫路高等学校中退。1929年、渡欧。ウィーン大学で演劇史を、ウィーン国立音楽演劇アカデミーなどで演出を学ぶ。1934年、ウィーン大学独文科を中退して帰国。
新国劇、創作座で演出。1944年、俳優座の創立に参加、同人となる。演劇評論で活躍したほか、『第三の男』の翻訳などもした。また、戦後は早川書房で『悲劇喜劇』の編集長もつとめた。
1953年から共立女子大学教授。1977年、勲三等瑞宝章。

## 著書
- 『夢と現実と 演劇映画評論随筆集』（武蔵書房） 1942
- 『詩の朗読』（芸術学院出版部） 1943
- 『遠藤慎吾劇評集 第1輯』（私家版） 1972

## 編著
- 『村の演劇』（増進堂） 1943
- 『学校演劇』（福村書店） 1954
- 『女優への道』（河出新書） 1954
- 『学校演劇脚本集』（福村書店） 1955

## 翻訳
- 『世紀の獅子吼 ヒットラー総統演説集』（ヒットラー、羽田書店） 1940
- 『第三の男』（グレアム・グリーン、早川書房） 1951
- 『最後の市民』（エルンスト・グレーザー、植田敏郎共訳、早川書房） 1951
- 『ガラスの城』（ヴイッキィ・バウム、早川書房） 1953
- 『モーンス青年隊』（F・ヴォルフ、白水社、現代世界戯曲選集2） 1953
- 『芸術家馴らし スターリン政権下の芸術家の生活』（J・イェラーギン、早川書房） 1953
- 『森の野獣』（F・ヴォルフ、白水社、現代世界戯曲選集10） 1954
- 『トム・ブラウンの死体』（グラディス・ミッチェル、早川書房） 1958

## 参考
- 文藝年鑑
- 20世紀日本人名事典